# Johannes Hunterus
Johannes Petri Hunterus (tidigare Hontherus), var en svensk lärd.
Hunterus var son till en till Sverige inflyttad skotte, och blev filosofie magister i Uppsala 1617. Han studerade sedan i Leiden och England, övergick till katolicismen och levde i Wien, nödtorftigt underhållen av gynnare vid hovet. Hunterus utgav Epistolæ miscellaneæ (1631), en samling stilistiskt värdefulla latinska brev, bland annat till forna Uppsalakamrater.
Johannes Hontherus var rektor för Katedralskolan i Uppsala mellan 1625 och 1631.